# Celerena lerne
Celerena lerne är en fjärilsart som beskrevs av Jean Baptiste Boisduval 1832. Celerena lerne ingår i släktet Celerena och familjen mätare. Inga underarter finns listade i Catalogue of Life.